# 罗德高
罗德高（德語：Rodgau，發音：[ˈʁɔtɡaʊ] ⓘ）是德国黑森州达姆施塔特行政区奥芬巴赫县的城市，面积65.04平方千米，2023年12月31日人口为46,683人。